# Провулок Михайла Івченка (Київ)
Прову́лок Миха́йла І́вченка — провулок у Святошинському районі міста Києва, місцевість Біличі. Пролягає від вулиці Анни Ярославни до вулиці Олексія Береста.

## Історія
Утворився в 60-х роках XX століття, мав назву провулок Фадєєва, на честь радянського письменника і громадського діяча Олександра Фадєєва.
Сучасна назва на честь українського письменника Михайла Івченка — з 2016 року.